# L'Enfant de l'aube
Pour plus de détails, voir Fiche technique et Distribution.
L'Enfant de l'aube est un téléfilm réalisé par Marc Angelo en 2003, « librement adapté » du premier roman succès d'édition à tendance autobiographique Les Enfants de l'aube de Patrick Poivre d'Arvor par Isabel Sebastian.

## Synopsis
En 1967, Tristan, alors âgé de 16 ans, vit sa première grande histoire amoureuse avec Camille, 17 ans, dans un sanatorium, où ils se font soigner tous les deux pour leur asthme. Camille meurt en couches, laissant alors Tristan seul avec leur fils Alexis. Le père de Tristan condamne alors durement cette situation, qu'il n'accepte pas. 
Passionné de littérature, Tristan décide d'assumer sa vie et passe son bac en candidat libre, s'occupe de son fils, s'inscrit à la faculté d'Angoulême, travaille à la dépêche d'Angoulême pour payer ses études, tout en écrivant son premier roman à tendance biographique. Il tombera amoureux de Gaëlle, sa professeure de littérature.

## Fiche technique
- Titre : L'Enfant de l'aube
- Réalisation : Marc Angelo
- Scénario : roman « Les Enfants de l'aube » de Patrick Poivre d'Arvor
- Adaptation : Isabel Sebastian
- Production : Xavier Larère
- Photographie : Georges Lechaptois
- Montage :
- Chef Décorateur : Denis Seiglan
- Costumes :
- Pays d'origine : France
- Format : Couleurs
- Date de sortie : 2003

## Distribution
- Cyril Descours : Tristan
- Thierry Lhermitte : Jean, père de Tristan
- Isabelle Renauld : Madeleine, mère de Tristan
- Mélanie Thierry : Camille
- Delphine Cantreau : Marie-Ève
- Agathe de La Boulaye : Gaëlle
- Julien Barbier : Vincent
- Valérian Bonnet : Sylvain
- Anne Baland : Sylvia
- Natacha Lindinger : Hélène
- Anne Canovas : Diane
- Bernard Nissille : Bertrand
- Jacques Develay : le proviseur
- Jackie Bosveuil : le responsable de l'Assistance Publique
- Catherine Collette : Mme Le Braz
- Philippe Mazère: Médecin hôpital

## Autour du film
Le scénario de ce téléfilm est « librement adapté » du premier roman à succès à tendance biographique Les Enfants de l'aube de Patrick Poivre d'Arvor publié en 1982 et vendu à 1,5 million d'exemplaires.

## Récompense
- 2004 : Trophée de la fiction TV du Trophées du Film français 2004